# Синівська (пам'ятка природи)
Синівська — ботанічна пам'ятка природи місцевого значення в Україні. Знаходиться на відстані 0,5 км від північної околиці с. Синівка. Оголошено територією ПЗФ 04.08.2006. Площа 3,5 га. 
Охороняється схил невеликої балки південно-західної експозиції, прилеглої до корінного берега р. Грунь, з рідкісною лучностеповою рослинністю.

## Галерея

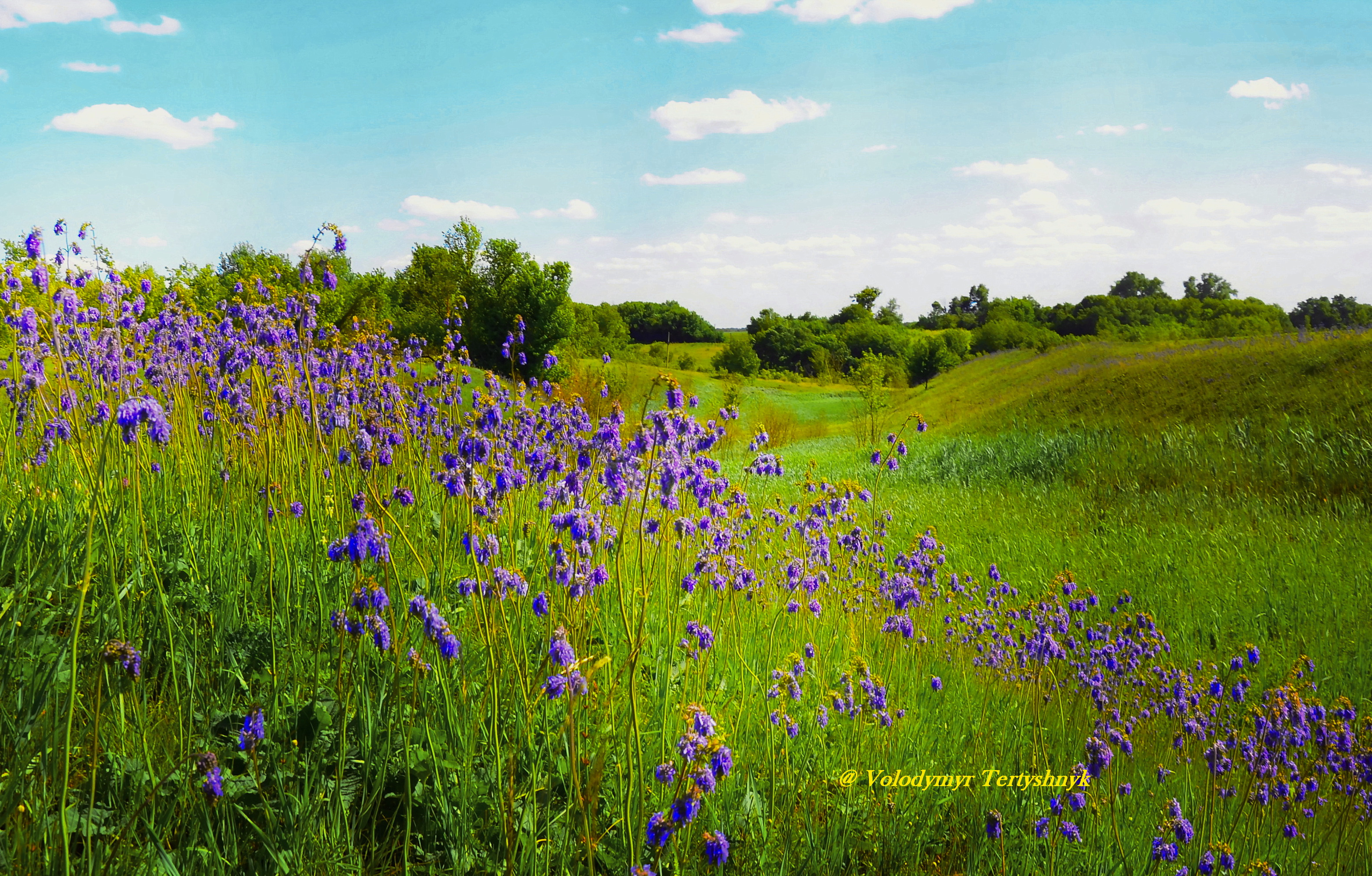
Куточок ароматних квітів
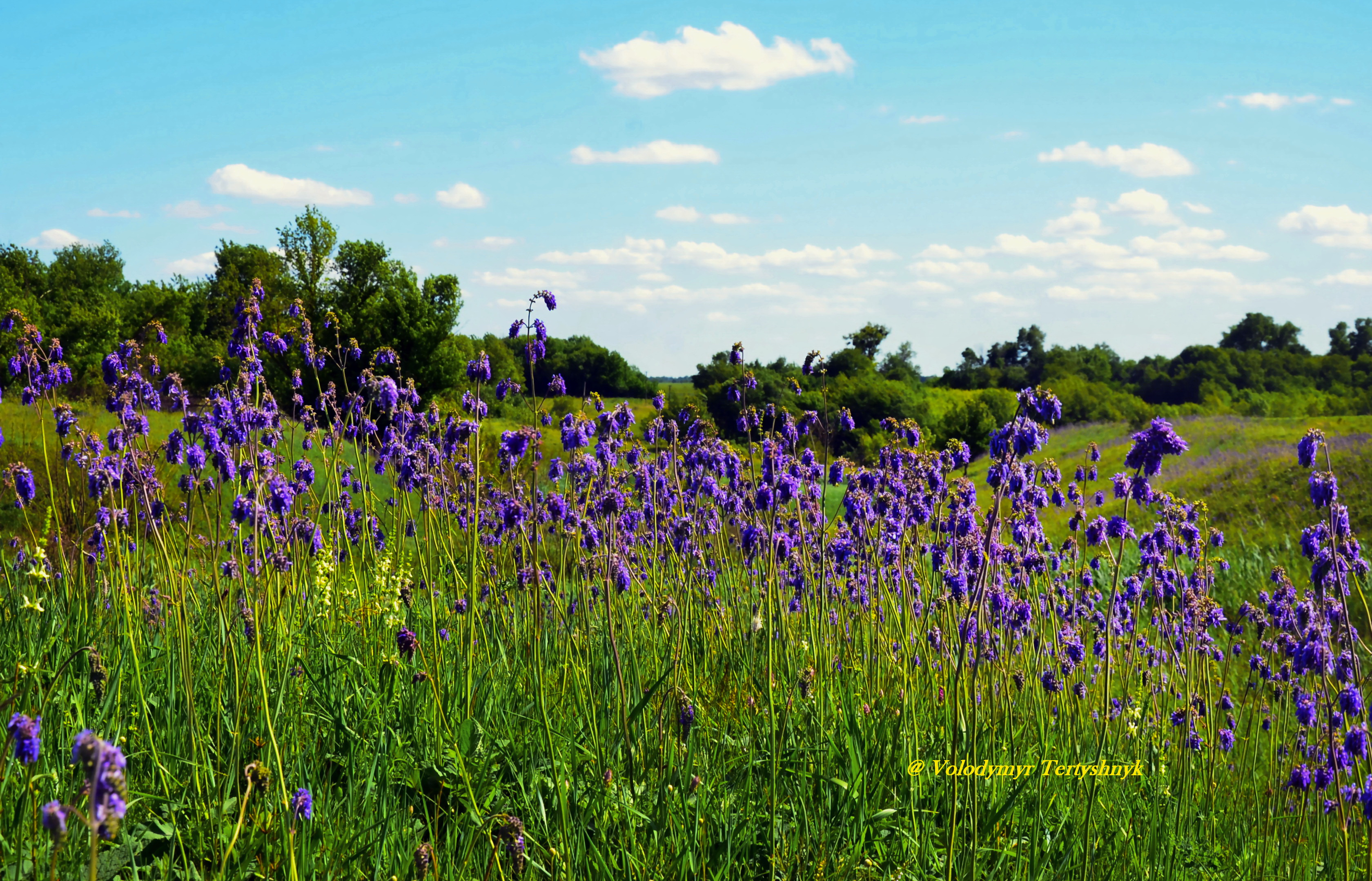
Квітує на схилах Шавлія похила
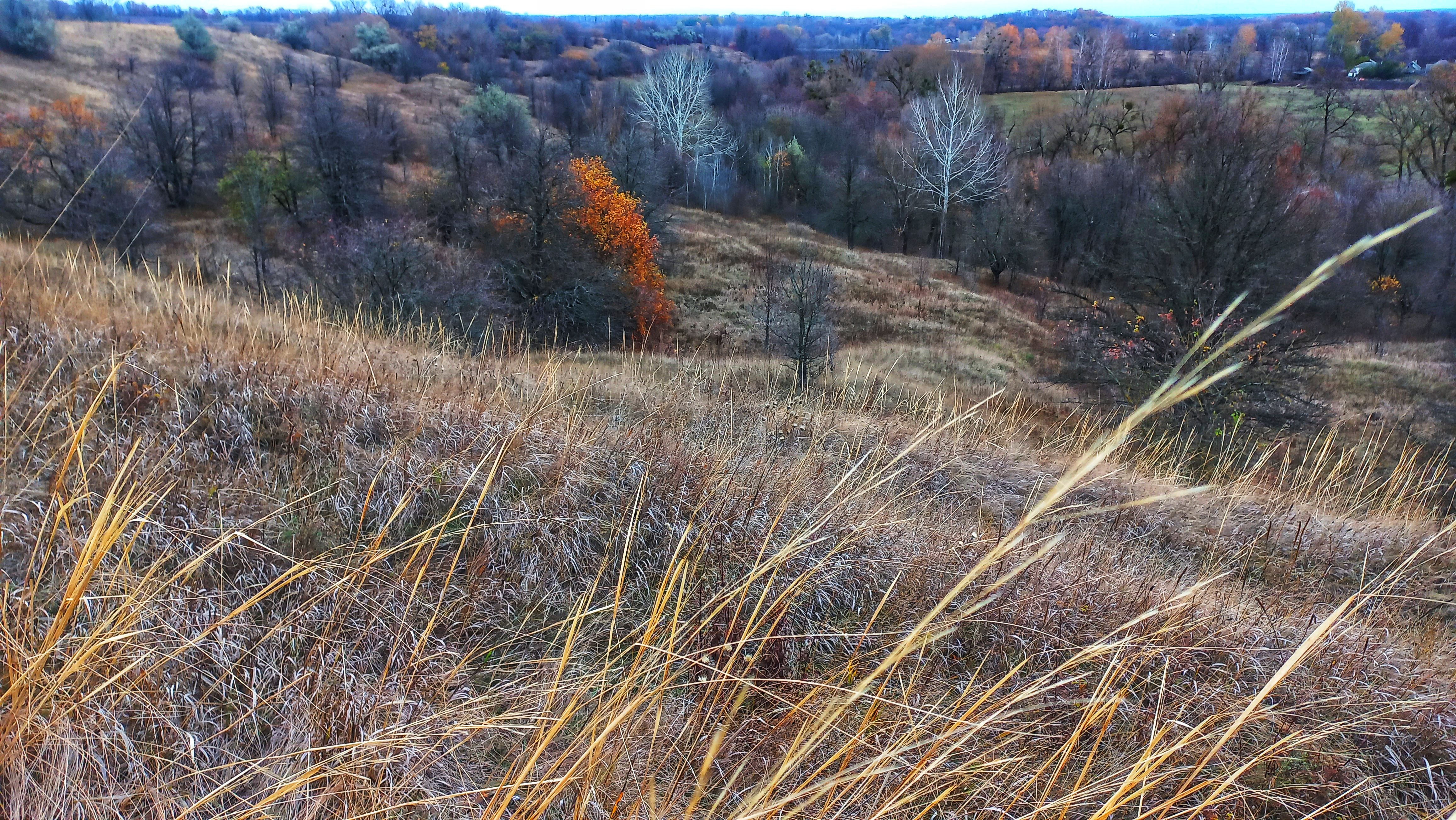
Вид на річку Грунь